# 兴武
兴武（1635年正月—1636年七月）为中国明朝农民起义首领高迎祥的年号，高迎祥於崇禎八年（1635年）正月建元興武元年，至崇禎九年（1636年）七月十七日被俘虜為止，前后共2年。
该年号见于吴世济《太和县御寇始末》，流寇“胁令写闯天王兴武年号告示”。姚雪垠称崇祯八年正月高迎祥率领农民起义盟军破凤阳后称帝，改年号为兴武元年，但并未建立政权。其他诸书皆称破凤阳为高迎祥的部下。

## 义武
李兆洛《纪元编》作崇祯十六年（1643年）八月张献忠改元义武。李崇智认为义武是高迎祥年号兴武之误。

## 公元纪年对照表
| 兴武 | 元年   | 二年   |
| ---- | ------ | ------ |
| 公元 | 1635年 | 1636年 |
| 干支 | 乙亥   | 丙子   |

## 同期存在的其他政权年号
- 中國
  - 崇祯（1628年－1644年）：明—朱由检之年号
  - 天聪（1627年－1636年）：后金—清太宗皇太极之年号
- 越南
  - 德隆（1629年－1635年）：后黎朝—黎神宗黎维祺之年号
  - 陽和（1635年－1643年）：后黎朝—黎神宗黎维祺之年号
  - 順德（1638年－1677年）：莫朝—莫敬完之年号
- 日本
  - 寬永（1624年－1644年）：后水尾天皇、明正天皇、后光明天皇之年號

## 參看
- 中國年號索引